# Totál káosz
A Totál káosz (eredeti cím: Big Trouble) 2002-ben bemutatott amerikai filmvígjáték, melyet Barry Sonnenfeld rendezett, Dave Barry Big Trouble című regénye alapján. A főbb szerepekben Tim Allen, Rene Russo, Dennis Farina, Zooey Deschanel, Sofía Vergara és Jason Lee látható.

## Cselekmény
A nevetséges és abszurd helyzetek elindítója egy, szinte a semmiből érkező fémbőrönd feltűnése. Arthur Herk korrupt üzletember próbálja megkaparintani, akit sikkasztás miatt ugyanakkor két bérgyilkos akar kiiktatni. Arthur felesége és nevelt lánya eközben – beleunva a gazdagok sivár életvitelébe – egy furcsa véletlen folyamán összefut a film másik hősével, Eliott Arnolddal és fiával, Matt-tel. A bőrönd hajkurászása közben számos bonyodalom éri őket: a két piti tolvaj, akik elrabolják Arthurtól a bőröndöt, a Miami rendőrség két járőrének nyomozása, és az FBI közbelépése.

## Szereplők
| Szerep                               | Színész                     | Magyar hang         |
| ------------------------------------ | --------------------------- | ------------------- |
| Eliot Arnold                         | Tim Allen                   | Szakácsi Sándor     |
| Anna Herk                            | Rene Russo                  | Bencze Ilona        |
| Arthur Herk                          | Stanley Tucci               | Kulka János         |
| Matt Arnold                          | Ben Foster                  | Molnár Levente      |
| Jenny Herk                           | Zooey Deschanel             | Nemes Takách Kata   |
| Snake Dupree                         | Tom Sizemore                | Gesztesi Károly     |
| Eddie Leadbetter                     | Johnny Knoxville            | Kálloy Molnár Péter |
| Henry Desalvo, bérgyilkos            | Dennis Farina               | Tordy Géza          |
| Leonard Ferroni, bérgyilkos          | Jack Kehler                 | Csuja Imre          |
| Monica Romero rendőrtiszt            | Janeane Garofalo            | Báthory Orsolya     |
| Walter Kramitz rendőrtiszt           | Patrick Warburton           | Seress Zoltán       |
| Pat Greer FBI-ügynök                 | Heavy D                     | Kálid Artúr         |
| Alan Seitz FBI-ügynök                | Omar Epps                   | Galambos Péter      |
| Puggy                                | Jason Lee                   | Welker Gábor        |
| Nina, szobalány                      | Sofía Vergara               | Pikali Gerda        |
| Bruce                                | Michael McShane             | Besenczi Árpád      |
| Andrew Ryan                          | DJ Qualls                   | Simonyi Balázs      |
| Jack Pendick                         | Andy Richter                | Bodrogi Attila      |
| Rick Pendick, biztonsági őr          | Andy Richter                | Pálfai Péter        |
| a négy szivarozó bunkó ügyvéd egyike | Dave Barry (törölt jelenet) |                     |

## Fordítás
- Ez a szócikk részben vagy egészben  a   Big Trouble (2002 film) című angol Wikipédia-szócikk fordításán alapul.  Az eredeti cikk szerkesztőit annak laptörténete sorolja fel. Ez a jelzés csupán a megfogalmazás eredetét és a szerzői jogokat jelzi, nem szolgál a cikkben szereplő információk forrásmegjelöléseként.